# Член Королівського товариства Канади
Член Королівського товариства Канади (англ. Fellowship of the Royal Society of Canada, FRSC) — це звання, яке присуджується особам, які, на думку Королівського товариства Канади, «зробили видатний внесок у мистецтво, гуманітарні та точні науки, а також у суспільне життя Канади».
Станом на  2020 рік нараховується понад 2000 дійсних членів товариства, у тому числі науковців, митців і вчених, таких як Маргарет Етвуд, Філіп Каррі, Девід Судзукі, Стівен Ваддамс і Деметрі Терзопулос.
Існує чотири види членств:
1. Почесні члени (почесне звання)
2. Регулярно обрані члени
3. Спеціально обрані члени
4. Іноземні члени (ані резиденти, ані громадяни Канади)